# Айсаз (приток Айсаза)
Айсаз — река в России, протекает по Каргосокскому району Томской и Седельниковскому району Омской областей. Длина реки составляет 11 км.
Начинается из болота на границе областей, течёт в восточном направлении через берёзово-сосновый лес. Устье реки находится в 81 км по левому берегу одноимённой реки Айсаз. Основной приток — безымянная река, впадающая справа вблизи устья.

## Данные водного реестра
По данным государственного водного реестра России относится к Верхнеобскому бассейновому округу, водохозяйственный участок реки — Васюган, речной подбассейн реки — Васюган. Речной бассейн реки — (Верхняя) Обь до впадения Иртыша. Код водного объекта — 13010800112115200030119.